# Лохвицький Олександр Володимирович

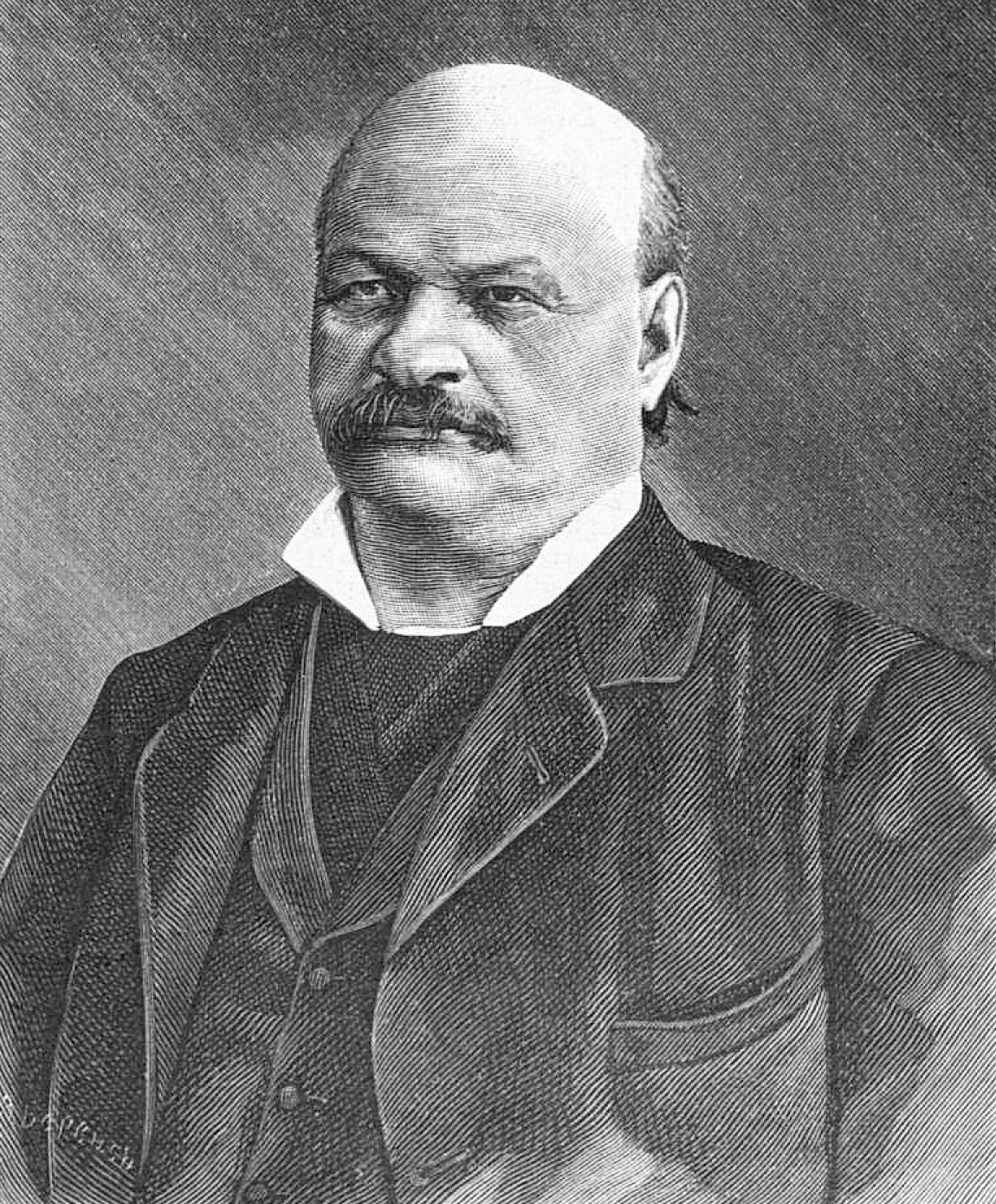

Олександр Володимирович Лохвицький (рос. Александр Владимирович Лохвицкий; 1830 — 16 (28) травня 1884, Москва) — російський юрист, доктор права, присяжний повірений, дійсний статський радник.

## Життєпис
Навчався в 3-й Московській і 2-й Петербурзькій гімназіях. У 1851 році закінчив юридичний факультет Московського університету. У 1855 році в Московському університеті захистив дисертацію «Про полонених за древнім російським правом в XV-XVII ст.» На здобуття ступеня магістра загальнонародного права. У 1856 році прослухав курс права в Гейдельберзі. За працю «Губернія, її земські та урядові установи» (СПб., 1864) удостоєний ступеня доктора державного права.
Викладав в Рішельєвському ліцеї: ад'юнкт (з 10.10.1856), професор (з 31.12.1856) — читав курси енциклопедії законодавства та історії російського права. Переїхавши до Петербурга, читав лекції з енциклопедії законознавства в Імператорському Олександрівському ліцеї (1861—1867) та у військово-юридичній академії.
З 1866 р разом з професором О. П. Чебишовим-Дмитрієвим видавав і редагував газету «Судовий Вісник». У 1869 році залишив державну службу, став присяжним повіреним. З 1874 р проживав у Москві, був одним з відомих адвокатів.

Похований в некрополі Новодівочого монастиря в Москві.

## Родина
- Діти: Микола, Надія, Мірра